# Красная книга Чукотского автономного округа
Красная книга Чукотского автономного округа — аннотированный список редких и находящихся под угрозой исчезновения животных, растений и грибов Чукотского автономного округа. Она была подготовлена специалистами Департамента промышленной и сельскохозяйственной политики Чукотского автономного округа и учёными Института биологических проблем Севера ДВО РАН.

## Издание
Первое издание Красной книги Чукотского автономного округа выпущено в 2008 году в 2-х томах, каждый тиражом 1000 экземпляров. Красная книга Чукотского автономного округа является официальным изданием, предназначенным как для специалистов, так и для широкого круга читателей.

### Первый том. Животные
В первом томе представлены основной и дополнительный списки редких и находящихся под угрозой исчезновения животных Чукотского автономного округа. Основной список содержит 89 видов (13 — беспозвоночные (9 — моллюски и 4 — насекомые (бабочки)), 12 — пресноводные рыбы, 40 — птицы, 24 — наземные и морские млекопитающие). Дополнительный список содержит 46 видов беспозвоночных и 11 видов птиц.
Для каждого вида из основного списка приведены иллюстрации, карта распространения, определены статус и категория редкости, даны краткое описание, сведения о численности и необходимых мерах охраны.

### Второй том. Растения
Во втором томе представлены основной и дополнительный списки редких и находящихся под угрозой исчезновения растений Чукотского автономного округа. Основной список содержит 166 видов растений (94 — покрытосеменные, 6 — папортниковидные, 2 — плауновидные, 37 — мохообразные, 20 — лишайники) и 7 видов грибов. Дополнительный список содержит 34 вида покрытосеменных растений.
Для каждого вида из основного списка приведены иллюстрации, карта распространения, определены статус и категория редкости, даны краткое описание, сведения о численности и необходимых мерах охраны.